# Picnic (phim 2024)
Picnic (tiếng Hàn: 소풍) là một bộ phim chính kịch Hàn Quốc năm 2024 do Kim Yong-gyun đạo diễn, với sự tham gia của Na Moon-hee, Kim Young-ok, Park Geun-hyung và Ryu Seung-soo. Phim được phát hành vào ngày 7 tháng 2 năm 2024.